# Hungama TV
Hungama TV là kênh truyền hình dành cho trẻ em ở Mumbai. Ban đầu được điều hành bởi UTV Software Communications thành lập năm 2005, rồi bán cho Disney năm 2006.. Với mục đích nâng cao hình ảnh Disney tại Ấn Độ. Hiện nay Hungama là đơn vị được điều hành bởi Disney Channel ở khắp nơi. Mục đích là dành cho trẻ em và preteen(tuổi từ 4-14), sử dụng ba ngôn ngữ (tiếng Hindi, Tamil và tiếng Telugu).

## Tổng quan & Availability
Hungama TV là kênh giải trí địa phương bằng tiếng Hindi dành cho trẻ em Ấn Độ. Có 3 ngôn ngữ là tiếng Hindi, Tamil và tiếng Telugu. Kênh có mặt trên tất cả đường dây cáp và truyền hình vệ tinh ở Ấn Độ.

## Block

### Ha Ha Hungama
Block này chiếu những tập phim của Kochikame, Shin-chan và Doraemon vào buổi chiều.

### Dore-Monday
Block này chiếu Doraemon vào Thứ 2 mỗi tuần vì vậy tên block được đặt như vậy. Doraemon chính là gương mặt đặc biệt được đặt ở giữa logo Hungama TV.

### Bheja-Friday
Block này chiếu Shin-chan mỗi thứ 6 hàng tuần nên tên block được đặt như vậy. Shin-chan là gương mặt đặc biệt ở giữa logo Hungama TV.
Bheja-Friday bị ngưng phát sóng vào tháng 10 năm 2008 do lệnh cấm vì nội dung phim Shin-Chan được cho là không phù hợp trong chương trình gây nhiều tranh luận. Chương trình này, cùng với Bheja-Friday block, mặc dù bị kiểm duyệt gắt gao nhưng đã hoạt động lại vào 27-3, 2009.

## Giải Golden Bhopu
Hungama TV ra mắt Golden Bhopu Awards dành cho trẻ em về nhân vật trẻ thích nhất và đề cử. Việc đề cử thường diễn ra trong chương trình. Khẩu hiệu nó là "Apna Favorite Character Batao Or Bhopu Bajao".

## Chương trình
kênh thiếu nhi đặc sắc về anime dành cho trẻ em và thanh thiếu niên.

### Chương trình thành công nhất
| STT | Năm                                         | Show      | Tình trạng | Số tập |
| --- | ------------------------------------------- | --------- | ---------- | ------ |
| 1   | 2005-nay                                    | Doraemon  | On-Air     | 1750+  |
| 2   | 2006–tháng 10 năm 2008,tháng 3 năm 2009-nay | Shin Chan | On-Air     | 1300+  |
| 3   | 2009–2011                                   | Kochikame | Off-Air    | 267    |

## Avatar mới
Hungama TV thuộc kiểu kênh chuyển nhượng quyền sở hữu. Avata mới truyền đạt nét đặc trung riêng và lưu giữ nhân vật hài hước, yêu thương ‘unapologetically, tinh nghịch và huyên náo của đài.Nhãn hiệu mới có 3 tiêu chí; gắn với khẩu hiệu mới - Hungama Machaya Kya?, cái nhìn mới về on-air và mặt hàng, và ấn tượng tính tương tác mới. Thêm cái nhìn mới về đài là sinh động về video âm nhạc trẻ em, tính cách nghịch ngợm, mang đến những cảm xúc chân thật trải nghiệm cuộc sống hằng ngày.Khẩu hiệu nà y dựa trên khảo sát gần của đài nơi nổi lên một số đứa trẻ tụ tập trong mỗi nhóm ra lệnh thực hiện và hoạt động. Hungama quyết định làm nổi bật những đứa trẻ theo khẩu hiệu truyền cảm hứng c ho những đứa trẻ khác học theo và đa dạng thực tiễn.

### Chương trình gần đây
Hungama TV chiếu những anime thiếu nhi hay như Kiteretsu và Thakumar jhuli và chương trình thực tế như Hero mà trẻ em rất thích. Hungama TV tập trung những anime cho trẻ và preteens (tuổi 4-14). Show như Doraemon, Shin-chan, Chimpui, Thám tử lừng danh Conan, Hero, Kochikame... Là những hit trên Hungama TV. Hungama TV chiếu 50% là chương trình thực tế và 50% là hoạt hình, đây là lý do cho sự thành công cho kênh khi bắt đầu. Lịch chiếu của Hungama TV gần đây thay đổi mỗi tuần.Giờ chương trình không cố định.Chỉ một vài chương trình được sửa. Những chương trình hiện tại dưới đây:

### Chương trình hiện tại
| #  | Tựa                        | Mùa              | Nguồn |
| -- | -------------------------- | ---------------- | ----- |
| 1  | Pokémon: Master Quest      | 5                | [ 2 ] |
| 2  | Pokémon: XY                | 17               | [ 2 ] |
| 3  | Beyblade                   | 1                | [ 2 ] |
| 4  | Shin-cậu bé bút chì        | Trọn bộ          | [ 2 ] |
| 5  | Doraemon                   | Trọn bộ          | [ 2 ] |
| 6  | The Powerpuff Girls (1998) | 6                | [ 2 ] |
| 7  | Vir The Robot Boy          | 2                | [ 2 ] |
| 8  | Hunga Mental               | 1                | [ 2 ] |
| 9  | Ultra B                    | All              | [ 2 ] |
| 10 | Ninja Warrior              | Trọn bộ          | [ 2 ] |
| 11 | Doraemon phiên bản mới     | Trọn bộ          |       |
| 12 | Pokemon: Advanced          | 16 tháng 9, 1015 | [ 3 ] |
| 13 | The Powerpuff Girls (2016) | 3                |       |

### Phim
Hungama TV chiếu rất nhiều anime nổi tiếng như Shin Cậu bé bút chì được lồng tiếng Hindi-
- Treasures Of Buri Buri Kingdom(17 tháng 10 năm 2009)
- Shin Chan in Action Kamen vs Higure Rakshas(29 tháng 8 năm 2010)
- Shinchan in Bungle In The Jungle(1 tháng 4 năm 2011 rạp; 22 tháng 5 năm 2011 TV)
- Shin Chan Movie: Adventures In Henderland(18 tháng 12 năm 2011)
- Shin Chan in Dark Tama-Tama Thrilling Chase(17 tháng 6 năm 2012)
- Shin Chan Movie: The Golden Sword(26 tháng 2013)
- Shin Chan Movie: The Spy(8 tháng 6 năm 2013)
- Shin Chan Movie: Villain Aur Dulhan(28 tháng 9 năm 2013)
- Shin Chan Movie: Himawari Banegi Rajkumari(22 tháng 3 năm 2014)

### Chương trình từng chiếu
- Are You Afraid of the Dark?
- Arthur (TV series)
- Asari - Cô bé tinh nghịch
- Aaron Stone
- Being Ian
- Chooha Mantar
- Dharam Veer
- Thám tử lừng danh Conan
- Enigma (TV series)
- Full Toss Inter School Cri]
- Kochikame
- Martin Morning
- Nintama Rantarō
- Noddy aur Daddy
- Ojarumaru
- Guzura
- Pawan
- Pleasant Goat and Big Big Wolf
- Power Rangers SPD
- Power Rangers Jungle Fury
- Power Rangers Ninja Storm
- Power Rangers: Mystic Force
- Power Rangers: Operation Overdrive
- Shaka Laka Boom Boom
- Robotan
- Ryukendo
- Shuriken School
- Shisha
- shin chan
- Sonic X
- Sanya
- Tayo The Little Bus (2013-nay)
- Tamagon the Counselor
- Tao the Little Wizard
- Titeuf
- Tensai Bakabon
- Télé Match
- Tiger
- Yu-Gi-Oh!
- Zenmai Zamurai
- Zoran
- Vir: The Robot Boy
- Lucky Man[cần định hướng]
- Marvo the Wonder Chicken
- Kid vs. Kat
- Gopal
- Magical Hat